# جابر بن حني التغلبي
جابر بن حُني التغلبي (؟-60 ق.ه‍/؟-560م)
شاعر جاهلي قديم، يذكر انه نصراني من أهل اليمن، طاف أنحاء نجد وبادية العراق، وأشار في بعض شعره إلى منازلها. رافق امرؤ القيس وحمله على راحلته عند موته مسموماً.

## السيرة
هو جابر بن حني بن حارثة بن عمرو بن معاوية بن عمرو بن بكر بن حبيب بن عمرو بن غنم بن تغلب بن وائل. وهو نفسه عمرو بن حني التغلبي الفارس الجاهلي الذي ذكره المرزباني في معجمه والذي بقي برفقة امرؤ القيس بن حجر حين خرج إلى القسطنطينية مستنجداً بقيصر ملك الروم، وكان معه لما لبس الحلة المسمومة التي بعثها له قيصر لينتقم منه، دون أنقرة بيوم، فتناثر منها لحمه وتفطر جسده. وكان جابر يحمله ففي ذلك يقول امرؤ القيس:

## الاختلاف في اسمه
ذكر المرزباني في ترجمة (عمرو بن حني التغلبي) الفارس الجاهلي بيتين من قصيدته التي يقول في مطلعها (الا يا لقومي الجديد المصرم) التي سنوردها تالياً، وذكر أن هذا في رواية محمد بن داود، ثم قال: (وأبو عبيدة وغيره يروون هذه الأبيات لجابر بن حني التغلبي). وفي الأصمعية رقم (30) سُمِّيَ (عَمْرُو بن حُنَيٍّ التغلبي). وسماه الجاحظ (جابر بن حني)، وذكر له هذا البيت الذي يقول:
وكان هذا البيت من قصيدته التي ذكرنا مطلعها آنفاً، وذكر له أبياتاً أخرى في موضع آخر من كتابه. ونحن نرجح أن عمرو بن حني هو جابر بن حني، وأن يكون محمد بن داود بن الجراح في كتابه (مَن سُمي من الشعراء عَمْراً في الجاهلية والإسلام)، أخطأ هو ومن تبعه في اسمه. ولسببين:
- الأول أن المرزباني لم يجزم باسم (عمرو) بل أحال تبعته إلى محمد بن داود بن الجراح.
- والثاني فإنا لم نجد ترجمة ولا ذكراً لعمرو هذا، ولو كان فارساً مذكوراً معروفاً كما زعم لذكر في كثير من المصادر أو في بعضها.

وقد ذكره المبرد باسم (عمرو بن حيي) بياءين، وذكر بحاشية إحدى مخطوطاته الصحيحة (هو جابر بن حيي) بياءين أيضاً. فهذا تصحيح أن كلمة (عمرو) صوابها (جابر). أما (حيي) بياءين فخطأ أيضاً. صوابه (حني) بضم الحاء وفتح النون وتشديد الياء. كما هو ثابت في الأصول الصحيحة من المفضليات، وكما في القاموس وغيره. وقد نص على تصويب إسمه العلامة سيد المرصفي في شرح الكامل. وممن أخطأ في اسم أبيه الأستاذ حسن السندوبي، فسماه (يحيى)، وكذلك الأستاذ محمد صالح سمك قد أسماه (حنا). وقد زعم لويس شيخو أن جابر بن حني كان نصرانياً، واستدل بالبيت التالي من هذه القصيدة الذي يقول:
ويقول: إنه كان شاعراً نصرانياً مقدماً وقد تفاخر بدينه. وكان الشاعر في هذه القصيدة يعبر عن أسفه لمفارقة الشباب، ويعجب كيف يمكن ان تعود إليه صبابته بعد الحلم. ويخلص إلى ذكر ديار الأحبة، ومناجاتها والوقوف على آثارها بعد ان اقفرت من ساكنيها مسترجعاً صورة رحيل صاحبته والناقة التي حملتها.ثم يعبر الشاعر عن أسفه للفرقة في قومه بعد اجتماع كلمتهم وقوتهم متألماً ان يقبلوا بعد العز ديات رجال قتلوا منهم. وهنا يثور الشاعر ويتهدد ويوجه خطابه إلى الملوك، ثم يفتخر ويذكر بعظمة تغلب.وكيف قاتلوا بني بكر (يوم الكلاب الأول) وهو اليوم الذي قتل فيه شرحبيل بن الحرث بن عمرو بن حجر الكندي زعيم بكر.

## شعره
ومن شعر جابر بن حني التغلبي أيضاً:
وقال جابر بن حني التغلبي كذلك: